# Psykodynamisk psykoterapi
Psykodynamisk psykoterapi eller psykodynamisk terapi eller psykoanalytisk psykoterapi betegner en række beslægtede former for psykoterapi, der fokuserer på at udforske de ubevidste processer og indre konflikter fra barndommen, der påvirker en persons tanker, følelser og adfærd. Psykodynamiske terapier er forskellige former for dybdeterapi, der er baseret på principperne for psykoanalyse og psykodynamisk teori, som blev udviklet af Sigmund Freud og udvidet af andre psykologer og psykoterapeuter.

## Anvendelsesområde og målgruppe
Psykodynamisk psykoterapi har en bred vifte af anvendelsesområder og kan være relevant for forskellige målgrupper. Psykodynamisk psykoterapi bliver ofte anvendt til at behandle langvarige og komplekse psykiske problemer, såsom dybtliggende angst, depression eller personlighedsforstyrrelser. Målet med psykodynamisk psykoterapi varierer, men det kan omfatte at øge bevidstheden om ubevidste processer, forbedre indsigten i ens egne følelser og adfærd, arbejde med relationelle dynamikker og styrke individets evne til at håndtere livets udfordringer.
Klienten er ikke en passiv modtager af “redskaber” eller “værktøjer”, men hjælpes til at blive mere bevidst. I samtalerne er der ofte et stort fokus på barndommen.
Varigheden af psykodynamisk terapi kan variere meget fra person til person og afhænger af flere faktorer, herunder individets specifikke mål, arten af deres problemer og terapeutens tilgang. Psykodynamisk terapi betragtes ofte som en længerevarende terapi sammenlignet med andre psykoterapeutiske tilgange, men den kan også tilpasses til tidsbegrænsede formater. Ifølge forskning varer moderne psykodynamisk psykoterapi i gennemsnit 25-50 samtaler, mens klassisk psykoanalyse i gennemsnit varer 300 samtaler.
Psykodynamisk psykoterapi er mest velegnet til klienter, der er interesserede i at udforske deres egne tanker, følelser og adfærd og ønsker at forstå de dybere lag af deres personlighed. Tilgangen er mindre egnet til klienter, der ønsker konkrete problemløsninger eller redskaber, eller som foretrækker en struktureret og målrettet metode.

## Hovedtræk
Nøgletanken bag psykodynamisk terapi er, at vores tidlige barndomsoplevelser og ubevidste tanker og ønsker har en væsentlig indflydelse på vores nuværende psykologiske funktion. Terapeuten hjælper klienten med at få indsigt i deres ubevidste processer ved at udforske deres tidligere erfaringer, relationer og adfærdsmønstre.
I psykodynamisk terapi anses den terapeutiske relation mellem klienten og terapeuten som særligt afgørende. Gennem metoden fri association, hvor klienten frit udtrykker sine tanker og associationer, hjælper terapeuten klienten med at afdække ubevidste konflikter, forsvarsmekanismer og uløste problemstillinger.
Psykodynamisk psykoterapi har især vist sig at være effektiv til behandling af de typer af klinisk depression, angstlidelser og personlighedsforstyrrelser, der har deres årsag i barndommen. Tilgangen er mindre velegnet til eksistentielle problemer, eksistentielle kriser og lidelser som OCD eller psykoser.

## Kerneelementer
Udforskning af det ubevidste: Psykodynamiske terapier lægger vægt på udforskningen af ubevidste tanker, følelser, ønsker og konflikter. Terapeut og klient arbejder sammen om at afdække og forstå de skjulte sider af klientens psyke.
Udviklingspsykologisk fokus: Psykodynamiske tilgange undersøger klientens tidlige barndomsoplevelser, og hvordan de former den enkeltes personlighed, relationer og psykiske velbefindende. Denne udforskning omfatter typisk undersøgelse af tidlige relationer til pårørende.
Overføring: Overføring er et centralt begreb i psykodynamisk terapi. Det refererer til klientens ubevidste følelser og holdninger til terapeuten, som er påvirket af tidligere forhold. Terapeuten hjælper klienten med at udforske og forstå disse følelser, hvilket kan give indsigt i uløste problemstillinger.
Modstand: Modstand ses som en naturlig del af den terapeutiske proces. Klienter kan modstå at udforske bestemte tanker eller følelser, fordi de er bundet til smertefuldt eller ubehageligt materiale. Psykodynamiske terapeuter hjælper klienter med at genkende og arbejde gennem modstand.
Integration: Det ultimative mål med psykodynamisk terapi er at hjælpe klienter med at integrere tidligere ubevidst materiale i deres bevidste bevidsthed og løse konflikter. Denne proces kan føre til personlig vækst, forbedret selvværd og sundere forhold.

## Teoretisk grundlag
Det teoretiske grundlag for psykodynamisk terapi er psykoanalytisk teori, som blev udviklet af Sigmund Freud og udvidet af efterfølgende psykoanalytikere og teoretikere. I sin kerne er psykodynamisk terapi baseret på flere centrale teoretiske principper, hvoraf det vigtigste er ideen om det ubevidste:
Centralt i psykodynamisk teori står således troen på, at en betydelig del af menneskelige tanker, følelser og adfærd er påvirket af ubevidste processer. Disse ubevidste elementer kan omfatte undertrykte minder, ønsker, frygt og uløste konflikter.

## Metodetilgange
Psykodynamisk terapi er en metode, der er funderet i brug af bestemte teknikker. Metoden kan betragtes som en paraplybetegnelse, da psykodynamisk psykoterapi omfatter en række beslægtede tilgange til psykoterapi, hvoraf de vigtigste er:

### Klassisk psykoanalyse
Klassisk freudiansk psykoanalytisk terapi, også kendt som traditionel psykoanalyse eller freudiansk psykoanalyse, er en form for psykoterapi udviklet af Sigmund Freud, den østrigske læge og psykoanalysens fader. Denne tilgang til terapi er baseret på Freuds teorier om psyken, menneskelig adfærd og psykopatologi. Det er vigtigt at bemærke, at mens Freuds ideer var banebrydende i hans egen tid, har mange aspekter af klassisk freudiansk psykoanalyse udviklet sig og blevet modificeret i nutidig psykoanalytisk praksis. Det er typisk en psykoterapi, der foregår liggende på en briks, hvor klienten bruger frie associationer, og der arbejdes med drømme og overføring.

### Egopsykologi
Egopsykologi, der blev udviklet af psykoanalytiker Anna Freud og andre, fokuserer på egoets rolle i at håndtere konflikter og balancere kravene fra id'et (instinktive drifter) og superegoet (internaliserede samfundsnormer). Tilgangen lægger stor vægt på udviklingen af et sundt ego, hvilket kan føre til mere adaptiv funktion.

### Objektrelationsterapi
Teorien om objektrelationer er forbundet med psykoanalytikere som Melanie Klein, Donald Winnicott og Ronald Fairbairn, og den udforsker, hvordan tidlige relationer med omsorgspersoner (objekter) former ens selvfølelse og relationer i voksenlivet. Tilgamgem understreger de internaliserede repræsentationer af disse objekter, og hvordan de påvirker nuværende forhold og følelsesmæssigt velvære.

### Selvpsykologi
Udviklet af Heinz Kohut fokuserer selvpsykologi på udviklingen af et sundt selv og rollen som spejling, empati og validering i terapeutiske relationer. Tilgangen lægger vægt på at forstå og reparere forstyrrelser i selvets udvikling.

### Lacaniansk analyse
Lacaniansk analyse er baseret på den franske psykoanalytiker Jacques Lacans arbejde, og den tilbyder et unikt perspektiv inden for psykodynamisk terapi. Tilgangen understreger sprogets og symbolernes rolle i udformningen af menneskelig subjektivitet. Nøglebegreber omfatter "spejlstadiet", den "symbolske orden" og det "reelle". Lacansk analyse involverer ofte en nøje undersøgelse af sprog, diskurs og det ubevidste som udtrykt gennem sprog.
Lacaniansk analyse adskiller sig fra traditionel freudiansk psykoanalyse og er ofte forbundet med en mere sproglig og strukturel tilgang til at forstå psyken. Den kan være særligt relevant for personer, der er interesseret i at udforske de filosofiske og sproglige aspekter af deres psykiske liv.

### Korttids dynamisk terapi
Dette er en tidsbegrænset version af psykodynamisk terapi, der har til formål at løse specifikke problemer inden for en kortere tidsramme. Den fokuserer på at identificere og arbejde med uløste konflikter og følelser.

### Gruppedynamisk terapi
Dette er gruppeterapi, hvor der arbejdes ud fra psykodynamisk principper og med den indbyrdes dynamik i gruppen

### Neuropsykoanalytisk psykoterapi
Neuropsykoanalytisk terapi kombinerer principperne fra psykoanalyse med viden om neurovidenskab og hjernens funktioner. Det søger at forstå, hvordan psykologiske processer og mentale tilstande er forbundet med neurologisk aktivitet og struktur.
Denne terapeutiske tilgang er baseret på ideen om, at psykologiske symptomer og adfærdsmæssige mønstre kan have rod i både psykodynamiske processer (som de undersøges i psykoanalyse) og neurologiske faktorer (som de undersøges i neurovidenskab). .

### Mentaliseringsbaseret psykodynamisk terapi (MBT)
MBT kombinerer psykodynamiske begreber med indsigter fra kognitiv psykologi og neurovidenskab. Metoden centrerer sig om evnen til "mentalisering", som refererer til evnen til at forstå sine egne og andres tanker og følelser. MBT har til formål at forbedre en persons evne til at reflektere over og forstå deres indre oplevelser og andres mentale tilstande. Den bruges ofte til at behandle tilstande som borderline personlighedsforstyrrelse.

## I Danmark
Psykoanalytisk eller psykodynamisk terapi har haft en indflydelse på det danske psykologiske landskab, selvom det ikke nødvendigvis er den mest dominerende terapiform i dag. Historisk set har psykoanalyse, udviklet af Sigmund Freud, haft en betydelig indflydelse på psykoterapeutiske tilgange verden over, og Danmark har ikke været en undtagelse. Psykodynamisk psykoterapi er stadig almindelig udbredt i Danmark, og er det en del mennesker forbinder med klassisk samtaleterapi med fokus på barndommen.
I Danmark blev Dansk Psykoanalytisk Selskab (DPAS) grundlagt i 1957, og selskabet står for en uddannelse, der henvender sig til læger under psykiatrisk uddannelse og autoriserede psykologer. Endvidere udbyder Institut for Psykoanalytisk Psykoterapi i København en 3-årig specialistuddannelse i psykoanalytisk psykoterapi.
Bent Rosenbaum er en markant figur inden for dansk psykoanalyse og psykoterapi. Han har haft en omfattende karriere som psykolog, psykoanalytiker og akademiker, og hans arbejde har haft stor indflydelse på udviklingen af psykoanalytisk teori og praksis i Danmark. Rosenbaum har bidraget væsentligt til psykoanalytisk teori, særligt med fokus på relationel psykoanalyse og objektrelationsteori. Han har skrevet en række artikler og bøger om psykoanalytiske emner, der har været med til at forme forståelsen af menneskelig psykologi og psykopatologi.
En anden vigtig forfatter på området er Judith Gammelgaard. Hun er dr. phil., lektor emeritus ved Københavns Universitet og psykoanalytiker, og hun har skrevet adskillige bøger og artikler om psykoanalytisk psykoterapi. Herunder har hun blandt andet skrevet om det ubeviste og erindringer samt omkring borderline personlighedsforstyrrelse. Hun var tilknyttet psykologisk institut på Københavns Universitet.
Psykologen Katrine Zeuthen er en vigtig dansk psykoanalytiker, som er tilknyttet Institut for Psykoanalytisk Psykoterapi. Hun har skrevet flere artikler om psykodynamisk psykoterapi og herunder især om emnet seksualitet. Desuden forsker hun ved Psykologisk Institut på Københavns Universitet i barndomstraumer og seksuelle overgreb.
Morten Kjølbye er en nutidig dansk psykoanalytiker og psykiater. Han har skrevet og undervist bredt om psykoanalyse og har bidraget til den moderne forståelse af psykoanalytisk teori og praksis i Danmark.
Psykologen Carsten René Jørgensen er professor i klinisk psykologi ved Aarhus Universitet og arbejder sideløbende som klinisk psykolog. Han har forsket i psykoanalysen og skrevet om den terapeutiske holdning, der findes i tilgangen. Jørgensens tilgang bygger på en kritik af den medicinske forståelse af psykoterapi, som han bruger som afsæt for en moderne psykodynamisk psykoterapi.

## Kritik
Terapien har ofte en mindre struktureret tilgang sammenlignet med terapiformer som kognitiv adfærdsterapi, hvilket nogle kritikere mener kan føre til manglende målfokusering og retning i behandlingen.
Nogle kritikere hævder, at psykodynamisk terapi ikke altid giver tilstrækkelig inddragelse af klienten i terapiprocessen og kan være for terapeutcentreret.
Psykodynamisk terapi er ofte en langsigtet behandling, og nogle kritikere mener, at det kan være tidskrævende, hvilket kan være en ulempe for nogle klienter, der har brug for mere kortvarig hjælp.
Der er også specifikke kritikpunkter af de teorier, der ligger til grund for psykodynamisk terapi, især Freudianske teorier om seksualitet og drifter. Disse teorier er blevet udfordret og anses af mange for at være forældede.